# ASML
ASML Holding N.V. — нідерландська транснаціональна компанія, що спеціалізується на розробці та виробництві систем фотолітографії. Нині це найбільший постачальник систем фотолітографії переважно для напівпровідникової промисловості. Компанія виробляє машини для виробництва інтегральних схем.
Станом на 2023 рік вона є найбільшим постачальником для напівпровідникової промисловості і єдиним у світі виробником фотолітографічних верстатів для літографії у глибокому ультрафіолеті (EUV), необхідних для виробництва найсучасніших мікросхем. Станом на березень 2024 року ASML була найдорожчою європейською технологічною компанією з ринковою капіталізацією близько 397 мільярдів доларів США.

## Продукти
ASML виробляє фотолітографічні машини, що використовуються у виробництві комп'ютерних кристалів. У цих машинах зображення оптично переносять на кремнієву пластину, покриту плівкою світлочутливого матеріалу (фоторезист). Ця процедура повторюється десятки разів на одній пластині. Потім фоторезист обробляється для створення власне електронних схем на кремнії. Системи обробки зображеннь, з яким працюють машини ASML, використовується у виробництві майже всіх інтегральних схем. Станом на липень 2024 р ASML мала 82,9% світового ринку фотолітографічних машин.

### Імерсійна літографія
Станом на 2011 рік їхня система вищого класу TWINSCAN NXT: 1950i використовувалась для створення деталей малюнку роздільною здатністю до 32 нм (з прогнозом у 22 нм) зі швидкістю до 200 пластин на годину за допомогою занурюваної у воду лінзи та фтор-аргонового лазера з довжиною хвилі 193 нм. Станом на 2011 рік середній літографічний апарат коштував 27 млн євро.

### Літографія EUV
У 2009 році дослідницький центр IMEC у Бельгії створив перші у світі функціональні 22 нм CMOS SRAM комірки пам'яті за допомогою прототипу літографічного апарату EUV.  Серійно виготовлені (не прототипи) машини EUV були поставлені в 2011 році.
ASML виробляє машини для екстремальної ультрафіолетової літографії, які виробляють світло в діапазоні довжин хвиль 13.3–13.7 нм. Високоенергетичний лазер фокусується на мікроскопічних краплях розплавленого олова для отримання плазми, яка випромінює світло EUV. Світло відбивається від дзеркал виробництва Zeiss на поверхню кремнієвої пластини, для отримання малюнку на кристалі.

### Нанодрукована літографія
На додаток до літографії на основі занурення та літографії EUV ASML має значний портфель інтелектуальної власності, що охоплює нанодруковану літографію .

## Компанія
Головний офіс ASML знаходиться у Вельдховені, Нідерланди. Це також місце для досліджень, розробок, виготовлення та складання. ASML має світову базу клієнтів та понад шістдесят пунктів обслуговування в шістнадцяти країнах. Компанія котирується на фондових біржах AEX та NASDAQ як ASML. Також є компонентом Euro Stoxx 50 та NASDAQ-100 .
Компанія (спочатку названа ASM Lithography, поточна назва ASML — офіційна назва, а не абревіатура)  була заснована в 1984 році як спільне підприємство між голландськими компаніями ASM International та Philips. Нині це публічна компанія. Коли компанія стала незалежною в 1988 році, було вирішено, що зміна назви не бажана, і абревіатура ASML стала офіційною назвою компанії.
У 2000 році ASML придбала Silicon Valley Group (SVG), американського виробника літографічного обладнання, спробувавши поставити 193 нм-сканери в Intel .
Наприкінці 2008 року ASML зазнала значного падіння продажів, що призвело до того, що керівництво скоротило працівників приблизно на 1000 осіб у всьому світі — в основному співробітників, які працювали за контрактом, і звернулось по допомогу до голландського національного фонду безробіття, щоб запобігти ще більшому звільненню. Через два з половиною роки ASML очікував рекордно високих доходів.
У липні 2012 року Intel оголосила угоду про інвестування 4,1 млрд. доларів в ASML в обмін на 15% власності, щоб пришвидшити перехід з 300 мм на 450 мм пластини і подальший розвиток літографії EUV. Ця угода не мала ексклюзивних прав на майбутні продукти ASML, і станом на липень 2012 року ASML пропонувала ще 10% акцій іншим компаніям. Як частина своєї стратегії EUV ASML оголосила про придбання виробника джерел DUV та EUV Cymer у жовтні 2012 р.
У листопаді 2013 року ASML зупинила розробку 450-міліметрового літографічного обладнання, посилаючись на невизначеність у часі попиту виробника мікросхем.
У 2015 році ASML зазнала крадіжки інтелектуальної власності. Було виявлено, що низка співробітників викрадала конфіденційні дані у своєї дочірньої компанії в Кремнієвій долині, яка розробляє програмне забезпечення для оптимізації машин.
У червні 2016 року ASML оголосила про свої плани придбати тайванську компанію Hermes Microvision Inc. приблизно за 3,1 млрд доларів, щоб додати технологію для створення менших і вдосконалених напівпровідників.
У листопаді 2020 року компанія заявила, що придбала німецьку компанію-виробника оптичного скла Berliner Glas Group, намагаючись допомогти задовольнити зростаючий попит на системи EUV.
У липні 2021 року Європейський комісар Тьєррі Бретон відвідав ASML і оголосив про мету досягти щонайменше 20% світового виробництва напівпровідників у Європі до 2030 року, а також про підтримку через Європейський альянс з напівпровідників. Після повідомлення про прибутки в липні 2021 року компанія заявила, що має майже монополію на машини, які використовуються компаніями TSMC і Samsung Electronics для виготовлення передових чіпів.
У лютому 2023 року ASML заявила, що колишній працівник у Китаї «нібито» вкрав інформацію про технології компанії. Це був не перший випадок, коли ASML нібито пов'язували з порушенням інтелектуальної власності, пов'язаним з Китаєм. У своєму річному звіті за 2021 рік ASML згадала, що Dongfang Jingyuan Electron Limited «активно продавала в Китаї продукти, які потенційно можуть порушувати права інтелектуальної власності ASML". Тоді Міністерство торгівлі США висловило занепокоєння з приводу промислового шпигунства проти ASML. У жовтні 2023 року нідерландська газета NRC Handelsblad повідомила, що колишній співробітник, який «імовірно» викрав дані про технології ASML, згодом перейшов на роботу в Huawei.
У березні 2023 року уряд Нідерландів запровадив обмеження на експорт мікросхем з метою захисту національної безпеки. Цей захід вплинув на ASML як на одну з найважливіших компаній у глобальному ланцюжку постачання мікросхем. Вимоги щодо експортних ліцензій набули чинності у вересні 2023 р.
У червні 2023 року Інститут прав людини Нідерландів постановив, що, незважаючи на те, що Конституція Королівства Нідерланди забороняє дискримінацію за національною ознакою, ASML може відхиляти заявки на роботу від резидентів країн, що підпадають під санкції відповідно до американських Положень про експортне адміністрування (таких як Куба, Іран, Північна Корея та Сирія), щоб залишатися у відповідності до законодавства США.
У січні 2024 року уряд Нідерландів запровадив додаткові обмеження на постачання до Китаю деякого сучасного обладнання для виробництва мікросхем. 6 вересня 2024 року уряд Нідерландів посилив експортний контроль на певне обладнання для виробництва мікросхем ASML, узгодивши свою політику з обмеженнями США, щоб обмежити доступ Китаю до передових технологій на тлі проблем безпеки та геополітичних проблем.

## Зовнішні посилання
- Офіційний сайт
- Від неї залежать всі компанії світу. Як фірма з Ейндховена опинилась в епіцентрі "війни чипів" між США та Китаєм. Історія ASML // ЕП, 23 лютого 2024